# Buddleja lindleyana
Buddleja lindleyana är en flenörtsväxtart som beskrevs av Lindley. Buddleja lindleyana ingår i släktet buddlejor, och familjen flenörtsväxter. Inga underarter finns listade i Catalogue of Life.

## Bildgalleri

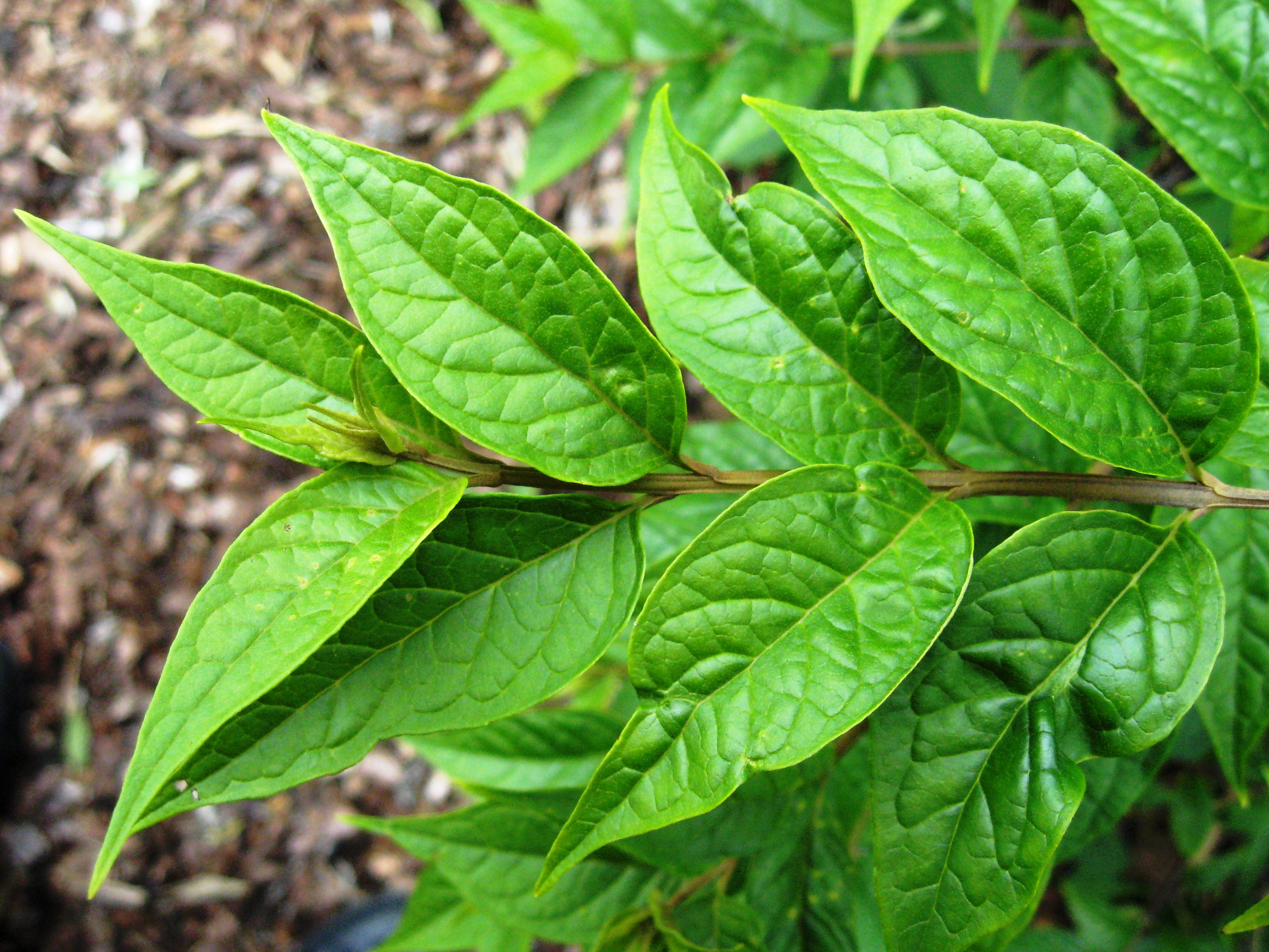